# محمدابراهیم رضایی
محمدابراهیم رضایی نمایندهٔ دورهٔ نهم و دهم مجلس شورای اسلامی و نایب رئیس دوم کمیسیون سیاست داخلی و شوراهای مجلس شورای اسلامی از حوزهٔ انتخابیهٔ خمین در استان مرکزی است.